# Prosopocera bivitticollis
Prosopocera bivitticollis es una especie de escarabajo longicornio del género Prosopocera, categorizada en la tribu Prosopocerini, de la subfamilia Lamiinae. Fue descrita por Breuning en 1961.

## Descripción
Mide 9-10 mm de longitud.

## Distribución
Se distribuye por Costa de Marfil, República Centroafricana y República Democrática del Congo.